# Professional'nyj Futbol'nyj Klub Kryl'ja Sovetov Samara 2017-2018
Questa voce raccoglie le informazioni riguardanti il Kryl'ja Sovetov Samara nelle competizioni ufficiali della stagione 2017-2018.

## Stagione
Dopo la retrocessione della precedente stagione, la squadra ritrovò l'immediata promozione in Prem'er-Liga, grazie al secondo posto in campionato.

## Maglie
| Manica sinistra · Maglietta · Maglietta · Manica destra · Pantaloncini · Calzettoni | Manica sinistra · Maglietta · Manica destra · Pantaloncini · Calzettoni | Manica sinistra · Maglietta · Manica destra · Pantaloncini · Pantaloncini · Calzettoni |

## Rosa
| N. |                        | Ruolo | Calciatore         |
| -- | ---------------------- | ----- | ------------------ |
| 2  | Russia (bandiera)      | D     | Evgenij Baškirov   |
| 3  | Russia (bandiera)      | D     | Dmitrij Jatčenko   |
| 4  | Russia (bandiera)      | D     | Ivan Taranov       |
| 5  | Russia (bandiera)      | D     | Ali Gadžibekov     |
| 6  | Brasile (bandiera)     | D     | Nadson             |
| 7  | Russia (bandiera)      | C     | Pavel Golyšev      |
| 8  | Bielorussia (bandiera) | A     | Sjarhej Karnilenka |
| 9  | Russia (bandiera)      | C     | Alan Chochiyev     |
| 10 | Russia (bandiera)      | C     | Azer Aliev         |
| 14 | Russia (bandiera)      | P     | Yevgeni Konyukhov  |
| 15 | Russia (bandiera)      | D     | Georgi Zotov       |
| 20 | Serbia (bandiera)      | C     | Srđan Mijailović   |
| 21 | Russia (bandiera)      | C     | Vjačeslav Zinkov   |
| 22 | Russia (bandiera)      | A     | Sergey Samodin     |

| N. |                    | Ruolo | Calciatore             |
| -- | ------------------ | ----- | ---------------------- |
| 23 | Ucraina (bandiera) | D     | Dmytro Nemchaninov     |
| 24 | Russia (bandiera)  | D     | Kirill Gotsuk          |
| 27 | Russia (bandiera)  | C     | Danil Klenkin          |
| 28 | Russia (bandiera)  | P     | Artyom Leonov          |
| 31 | Russia (bandiera)  | C     | Denis Tkačuk           |
| 33 | Serbia (bandiera)  | D     | Milan Rodić            |
| 42 | Russia (bandiera)  | C     | Michail Tichonov       |
| 49 | Russia (bandiera)  | C     | Nikita Kireev          |
| 64 | Russia (bandiera)  | C     | Oleg Lanin             |
| 77 | Russia (bandiera)  | C     | Svyatoslav Georgievsky |
| 88 | Russia (bandiera)  | P     | Vitali Shilnikov       |
| 90 | Russia (bandiera)  | D     | Taras Burlak           |
| 98 | Russia (bandiera)  | A     | Ilya Viznovich         |

## Risultati

### Prem'er-Liga
| Samara 8 luglio 2017, ore 18:00 1ª giornata | Kryl'ja Sovetov Samara | 2 – 0 referto | Luč-Ėnergija | Stadio Metallurg |

| Dzeržinsk 15 luglio 2017, ore 16:00 2ª giornata | Olimpiec N.N. | 0 – 0 referto | Kryl'ja Sovetov Samara | Stadio Chimik (2 500 spett.) |

| Samara 22 luglio 2017, ore 18:00 3ª giornata | Kryl'ja Sovetov Samara | 1 – 0 referto | Avangard Kursk | Stadio Metallurg (6 048 spett.) |

| Samara 26 luglio 2017, ore 18:00 4ª giornata | Kryl'ja Sovetov Samara | 0 – 1 referto | Tom' Tomsk | Stadio Metallurg |

| Chimki 30 luglio 2017, ore 16:00 5ª giornata | Chimki | 0 – 2 referto | Kryl'ja Sovetov Samara | Stadio Novye Chimki (00 Химки Стадион «Новые Химки» spett.) |

| Samara 5 agosto 2017, ore 18:00 6ª giornata | Kryl'ja Sovetov Samara | 1 – 0 referto | Volgar' Astrachan' | Stadio Metallurg |

| Karavaevo 9 agosto 2017, ore 16:00 7ª giornata | Šinnik | 2 – 3 referto | Kryl'ja Sovetov Samara | Stadio Uroža (500 spett.) |

| Samara 13 agosto 2017, ore 18:00 8ª giornata | Kryl'ja Sovetov Samara | 2 – 0 referto | Dinamo San Pietroburgo | Stadio Metallurg (7 064 spett.) |

| Tjumen' 19 agosto 2017, ore 15:00 9ª giornata | Tjumen' | 0 – 2 referto | Kryl'ja Sovetov Samara | Stadio Tjumen' (2 300 spett.) |

| Samara 27 agosto 2017, ore 18:00 10ª giornata | Kryl'ja Sovetov Samara | 3 – 0 referto | Sibir' | Stadio Metallurg |

| Orenburg 2 settembre 2017, ore 16:00 11ª giornata | Orenburg | 3 – 2 referto | Kryl'ja Sovetov Samara | Stadio Gazovik (00 Оренбург Стадион «Газовик» spett.) |

| Samara 6 settembre 2017, ore 18:00 12ª giornata | Kryl'ja Sovetov Samara | 1 – 0 referto | Tambov | Stadio Metallurg (4 837 spett.) |

| Mosca 11 settembre 2017, ore 16:00 13ª giornata | Spartak-2 Mosca | 0 – 3 referto | Kryl'ja Sovetov Samara | Stadio Accademia Spartak (567 spett.) |

| Samara 16 settembre 2017, ore 18:00 14ª giornata | Kryl'ja Sovetov Samara | 3 – 0 referto | Baltika | Stadio Metallurg (5 732 spett.) |

| Krasnojarsk 24 settembre 2017, ore 13:00 15ª giornata | Enisej | 1 – 0 referto | Kryl'ja Sovetov Samara | Stadio Centrale (3 000 spett.) |

| Samara 30 settembre 2017, ore 14:00 16ª giornata | Kryl'ja Sovetov Samara | 1 – 0 referto | Zenit-2 | Stadio Metallurg |

| Voronež 7 ottobre 2017, ore 18:00 17ª giornata | Fakel Voronež | 1 – 0 referto | Kryl'ja Sovetov Samara | Stadio Centrale (2 100 spett.) |

| Samara 14 ottobre 2017, ore 14:00 18ª giornata | Kryl'ja Sovetov Samara | 1 – 1 referto | Rotor | Stadio Metallurg (2 469 spett.) |

| Krasnodar 21 ottobre 2017, ore 17:00 19ª giornata | Kuban' | 2 – 1 referto | Kryl'ja Sovetov Samara | Stadio Kuban' (2 928 spett.) |

| Samara 29 ottobre 2017, ore 14:00 20ª giornata | Kryl'ja Sovetov Samara | 1 – 0 referto | Olimpiec N.N. | Stadio Metallurg (2 371 spett.) |

| Kursk 4 novembre 2017, ore 14:00 21ª giornata | Avangard Kursk | 2 – 4 referto | Kryl'ja Sovetov Samara | Stadio Trudovye rezervy (3 200 spett.) |

| Tomsk 8 novembre 2017, ore 14:30 22ª giornata | Tom' Tomsk | 1 – 0 referto | Kryl'ja Sovetov Samara | Trud Stadium (1 150 spett.) |

| Samara 12 novembre 2017, ore 14:00 23ª giornata | Kryl'ja Sovetov Samara | 2 – 0 referto | Chimki | Stadio Metallurg |

| Astrachan' 18 novembre 2017, ore 15:00 24ª giornata | Volgar' Astrachan' | 0 – 1 referto | Kryl'ja Sovetov Samara | Stadio Centrale (1 000 spett.) |

| Samara 25 novembre 2017, ore 14:00 25ª giornata | Kryl'ja Sovetov Samara | 3 – 3 referto | Šinnik | Stadio Metallurg (4 261 spett.) |

| San Pietroburgo 4 marzo 2018, ore 15:00 26ª giornata | Dinamo San Pietroburgo | 1 – 3 referto | Kryl'ja Sovetov Samara | Stadio SK Petrovskij (688 spett.) |

| Samara 10 marzo 2018, ore 13:00 27ª giornata | Kryl'ja Sovetov Samara | 2 – 0 referto | Tjumen' | Stadio Metallurg (3 639 spett.) |

| Novosibirsk 17 marzo 2018, ore 13:00 28ª giornata | Sibir' | 0 – 1 referto | Kryl'ja Sovetov Samara | Spartak Stadium (3 010 spett.) |

| Samara 24 marzo 2018, ore 13:00 29ª giornata | Kryl'ja Sovetov Samara | 0 – 0 referto | Orenburg | Stadio Metallurg (5 408 spett.) |

| Tambov 31 marzo 2018, ore 15:00 30ª giornata | Tambov | 0 – 2 referto | Kryl'ja Sovetov Samara | Stadio Tambov (1 500 spett.) |

| Samara 7 aprile 2018, ore 14:00 31ª giornata | Kryl'ja Sovetov Samara | 5 – 1 referto | Spartak-2 Mosca | Stadio Metallurg (3 709 spett.) |

| Kaliningrad 11 aprile 2018, ore 21:00 32ª giornata | Baltika | 1 – 0 referto | Kryl'ja Sovetov Samara | Stadio di Kaliningrad (14 926 spett.) |

| Samara 15 aprile 2018, ore 14:00 33ª giornata | Kryl'ja Sovetov Samara | 1 – 0 referto | Enisej | Stadio Metallurg (8 074 spett.) |

| San Pietroburgo 21 aprile 2018, ore 17:00 34ª giornata | Zenit-2 | 0 – 2 referto | Kryl'ja Sovetov Samara | Stadio SK Petrovskij (360 spett.) |

| Samara 28 aprile 2018, ore 17:00 35ª giornata | Kryl'ja Sovetov Samara | 2 – 1 referto | Fakel Voronež | Samara Arena (14 017 spett.) |

| Volgograd 2 maggio 2018, ore 17:00 36ª giornata | Rotor | 0 – 2 referto | Kryl'ja Sovetov Samara | Volgograd Arena (24 192 spett.) |

| Samara 6 maggio 2018, ore 16:00 37ª giornata | Kryl'ja Sovetov Samara | 1 – 0 referto | Kuban' | Samara Arena (40 619 spett.) |

| Vladivostok 12 maggio 2018, ore 14:00 38ª giornata | Luč Vladivostok | 2 – 0 referto | Kryl'ja Sovetov Samara | Stadio Dinamo (1 320 spett.) |

### Kubok Rossii
| Syzran' 23 agosto 2017, ore 18:00 Quarto turno | Syzran'-2003 | 0 – 2 referto | Kryl'ja Sovetov Samara | Stadio Centrale (5 000 spett.) |

| Samara 21 settembre 2017, ore 18:30 Sedicesimi di finale | Kryl'ja Sovetov Samara | 3 – 2 referto | Lokomotiv Mosca | Stadio Metallurg (9 271 spett.) |

| Kazan' 25 ottobre 2017, ore 19:00 Ottavi di finale | Rubin | 1 – 2 referto | Kryl'ja Sovetov Samara | Kazan Arena (3 411 spett.) |

| Samara 4 aprile 2018, ore 17:30 Quarti di finale | Kryl'ja Sovetov Samara | 1 – 3 referto | Spartak Mosca | Stadio Metallurg (15 833 spett.) |